# Liste in Pakistan vorhandener Dampflokomotiven
Dies ist eine Liste erhaltener Dampflokomotiven auf dem Gebiet von Pakistan.

## Breitspurlomotiven 1676 mm
| Foto | Nummer oder Name                      | Bauart / Achsfolge | Hersteller                | Fabrik- nr. | Baujahr | Historie | Eigentümer / Betreiber / Strecke | Standort                        | Bemerkungen |
| ---- | ------------------------------------- | ------------------ | ------------------------- | ----------- | ------- | -------- | -------------------------------- | ------------------------------- | ----------- |
|      | PunjabIrr.Dept. No. 2178              | 1’D                | Kitson & Co.              | 5066        | 1914    |          |                                  | Alipur Chatha Railway Station   | [ 1 ]       |
|      | PR (IR) No. 2473                      | C                  | Vulcan Foundry            | 3361        | 1920    |          |                                  | Asfand Yar Bukhari Shaheed park | [ 2 ]       |
|      | IR (NWR) No. 3078 (78)                | 2’B                | Beyer Peacock & Co.       | 4612        | 1904    |          |                                  | Faisalabad Railway Station      | [ 3 ]       |
|      | Gharibwal Quarry (NWR) No. 1055       | C                  | Vulcan Foundry            | 2124        | 1906    |          |                                  | Gharibwal Railway Station       | [ 4 ]       |
|      | PR (IR) No. 5734                      | 1’D1’              | Montreal Locomotive Works | 73554       | 1945    |          |                                  | Golra Sharif Railway Museum     | [ 5 ]       |
|      | IR No. 5122                           | 1’D1’              | Canadian Locomotive Co.   | 2217        | 1945    |          |                                  | Khanewal Depot                  | [ 6 ]       |
|      | PR (NWR) No. 2657                     | 2’C1’              | Kitson & Co.              | 5104        | 1914    |          |                                  | Lahore Depot                    | [ 7 ]       |
|      | IR No. 2270                           | 1’D                | Vulcan Foundry            | 3646        | 1923    |          |                                  | Lahore Depot                    | [ 8 ]       |
|      | Pakistan Railways (NWR) No. 2395      | C                  | Vulcan Foundry            | 3292        | 1920    |          |                                  | Lahore Depot                    | [ 9 ]       |
|      | NWIR No. 3159                         | 2’B                | Vulcan Foundry            |             | 1911    |          |                                  | Lahore Depot                    | [ 10 ]      |
|      | NWIR No. 448                          | 2’C                | Dubs & Co.                | 3979        | 1901    |          |                                  | Moghalpura Works                | [ 11 ]      |
|      | PR (IR) No. 450                       | 2’C1’              | Armstrong Whitworth & Co. | 1065        | 1930    |          |                                  | Lahore Depot                    | [ 12 ]      |
|      | Scindia Punjab & Delhi Railway No. 47 | B1                 | Robert Stephenson & Co.   | 1872        | 1871    |          |                                  | Moghalpura Works                | [ 13 ]      |
|      | IR No. 5098                           | 1’D1’              | ?                         |             |         |          |                                  | Moghalpura Works                | [ 14 ]      |
|      | BNR No. 556                           | C                  | Vulcan Foundry            | 3185        | 1915    |          |                                  | Chiniot Quarries                | [ 15 ]      |
|      | ? No. 56324                           | C2                 | Baldwin Locomotive Works  | 56324       | 1923    |          |                                  | Chiniot Quarries                | [ 16 ]      |
|      | IR No. 3991                           | C                  | Vulcan Foundry            | 2031        | 1905    |          |                                  | Chiniot Quarries                | [ 17 ]      |
|      | NWR No. 1179                          | C                  | Vulcan Foundry            | 2308        | 1908    |          |                                  | Chiniot Quarries                | [ 18 ]      |
|      | NWR No. 691                           | C                  | Vulcan Foundry            | 2031        | 1905    |          |                                  | Chiniot Quarries                | [ 19 ]      |
|      | PR (NWR) No. 2470                     | C                  | Vulcan Foundry            | 3358        | 1920    |          |                                  | Malakwal Depot                  | [ 20 ]      |
|      | IR No. 2471                           | C                  | Vulcan Foundry            | 3359        | 1920    |          |                                  | Malakwal Depot                  | [ 21 ]      |
|      | NWIR No. 2973                         | 2’B                | Vulcan Foundry            | 3056        | 1914    |          |                                  | Malakwal Depot                  | [ 22 ]      |
|      | NWIR No. 2976                         | 2’B                | Vulcan Foundry            | 3067        | 1914    |          |                                  | Malakwal Depot                  | [ 23 ]      |
|      | NWIR No. 2985                         | 2’B                | Vulcan Foundry            | 3063        | 1914    |          |                                  | Malakwal Depot                  | [ 24 ]      |
|      | NWIR No. 2988                         | 2’B                | Vulcan Foundry            | 3066        | 1914    |          |                                  | Malakwal Depot                  | [ 25 ]      |
|      | NWIR No. 2997                         | 2’B                | Vulcan Foundry            | 3217        | 1917    |          |                                  | Malakwal Depot                  | [ 26 ]      |
|      | NWIR No. 3166                         | 2’B                | Vulcan Foundry            | 2767        | 1911    |          |                                  | Malakwal Depot                  | [ 27 ]      |
|      | NWIR No. 3191                         | 2’B                | Vulcan Foundry            | 2845        | 1912    |          |                                  | Malakwal Depot                  | [ 28 ]      |
|      | PR No. 2277                           | 1’D                | Vulcan Foundry            | 3653        | 1923    |          |                                  | Khyber Safari                   | [ 29 ]      |
|      | PR No. 2303                           | 1’D                | Vulcan Foundry            | 3679        | 1924    |          |                                  | Rawalpindi Depot                | [ 30 ]      |
|      | PR No. 2306                           | 1’D                | Vulcan Foundry            | 3682        | 1924    |          |                                  | Rawalpindi Depot                | [ 31 ]      |
|      | PR (NWR) No. 2216                     | 1’D                | Kitson & Co.              | 5104        | 1914    |          |                                  | Rawalpindi Depot                | [ 32 ]      |
|      | IR No. 5735                           | 1’D1’              | Canadian Locomotive Co.   | 2260        | 1945    |          |                                  | Rawalpindi Depot                | [ 33 ]      |
|      | PR (NWR) No. 2264                     | 1’D                | Kitson & Co.              | 5290        | 1920    |          |                                  | Rawalpindi Depot                | [ 34 ]      |

## Schmalspurlokomotiven 1000 mm
| Foto | Nummer oder                              | Bauart / Achsfolge | Hersteller                        | Fabrik-nr. | Baujahr | Historie | Eigentümer / Betreiber / Strecke | Standort                   | Bemerkungen |
| ---- | ---------------------------------------- | ------------------ | --------------------------------- | ---------- | ------- | -------- | -------------------------------- | -------------------------- | ----------- |
|      | IR No. 63                                | 1’C                | North British Locomotive Co.      | 20290      | 1914    |          |                                  | Karachi Cantonment Station | [ 35 ]      |
|      | PWR (Pakistan Eastern Railways) No. 722  | 1’D1’              | Nippon Sharyo                     | 1591       | 1952    |          |                                  | Moghalpura Works           | [ 36 ]      |
|      | IR No. 732                               | 1’D1’              | Nippon Sharyo                     | 1601       | 1952    |          |                                  | Moghalpura Works           | [ 37 ]      |
|      | IR (North Western Railway) No. 233 (633) | 1’C                | Nippon Sharyo                     | 1597       | 1952    |          |                                  | Mirpur Khas Shed           | [ 38 ]      |
|      | Pakistan Eastern Railway No. 734         | 1’D1’              | Nippon Sharyo                     | 1603       | 1952    |          |                                  | Mirpur Khas Shed           | [ 39 ]      |
|      | Pakistan Eastern Railway No. 724         | 1’D1’              | Nippon Sharyo                     | 1593       | 1952    |          |                                  | Mirpur Khas Shed           | [ 40 ]      |
|      | PR (PWR) No. 728                         | 1’D1’              | Nippon Sharyo                     | 1597       | 1952    |          |                                  | Mirpur Khas Shed           | [ 41 ]      |
|      | Pakistan Eastern Railway No. 729         | 1’D1’              | Nippon Sharyo                     | 1598       | 1952    |          |                                  | Mirpur Khas Shed           | [ 42 ]      |
|      | Pakistan Eastern Railway No. 730         | 1’D1’              | Nippon Sharyo                     | 1599       | 1952    |          |                                  | Mirpur Khas Shed           | [ 43 ]      |
|      | Jodhpur-Bikaner Railway No. 65           | 1’C                | Nasmyth Wilson & Co.              | 983        | 1913    |          |                                  | Mirpur Khas Shed           | [ 44 ]      |
|      | PR (PWR) No. 721                         | 1’D1’              | Nippon Sharyo                     | 1590       | 1952    |          |                                  | Mirpur Khas Shed           | [ 45 ]      |
|      | IR No. 62                                | 1’C                | North British Locomotive Co.      | 20289      | 1913    |          |                                  | Mirpur Khas Shed           | [ 46 ]      |
|      | PR (IR) No. 519                          | 1’D1’              | Vulcan Foundry                    | 4402       | 1929    |          |                                  | Mirpur Khas Depot          | [ 47 ]      |
|      | PR (IR) No. 520                          | 1’D1’              | Ajmer                             |            | 1932    |          |                                  | Mirpur Khas Depot          | [ 48 ]      |
|      | PR (IR) No. 522                          | 1’D1’              | Ajmer                             |            | 1932    |          |                                  | Mirpur Khas Depot          | [ 49 ]      |
|      | PR (IR) No. 523                          | 1’D1’              | Ajmer                             |            | 1932    |          |                                  | Mirpur Khas Depot          | [ 50 ]      |
|      | PR (BB&CIR) No. 524 (264)                | 1’D1’              | Ajmer                             |            | 1932    |          |                                  | Mirpur Khas Depot          | [ 51 ]      |
|      | IR No. 127                               | 1’C                | Hanomag (Hannover-Linden)         | 7141       | 1914    |          |                                  | Mirpur Khas Shed           | [ 52 ]      |
|      | IR No. 138                               | 1’C                | Kerr Stuart & Co (Stoke on Trent) | 4120       | 1921    |          |                                  | Mirpur Khas Shed           | [ 53 ]      |
|      | IR No. 140                               | 1’C                | Kerr Stuart & Co (Stoke on Trent) | 4122       | 1921    |          |                                  | Mirpur Khas Shed           | [ 54 ]      |
|      | IR No. 203                               | 1’C1’              | Hanomag (Hannover-Linden)         | 10759      | 1932    |          |                                  | Rawalpindi Railway Station | [ 55 ]      |
|      | PR (IR) No. 518                          | 1’D1’              | Vulcan Foundry                    | 4401       | 1929    |          |                                  | Sukkur Railway Station     | [ 56 ]      |

## Schmalspurlokomotiven 762 mm
| Foto | Nummer oder Name                         | Bauart / Achsfolge | Hersteller                   | Fabrik- nr. | Baujahr | Historie | Eigentümer / Betreiber / Strecke | Standort                      | Bemerkungen |
| ---- | ---------------------------------------- | ------------------ | ---------------------------- | ----------- | ------- | -------- | -------------------------------- | ----------------------------- | ----------- |
|      | IR (Kalabagh-Bannu Railway) No. 65 (30)  | 1’D1’              | North British Locomotive Co. | 22769       | 1921    |          |                                  | Bostan Shed                   | [ 57 ]      |
|      | PR (IR) No. 64                           | 1’D1’              | North British Locomotive Co. | 22769       | 1921    |          |                                  | Golra Sharif Railway Museum   | [ 58 ]      |
|      | Pakistan Railway No. 207                 | 1’C1’              | Hanomag (Hannover-Linden)    | 10763       | 1932    |          |                                  | Golra Sharif Railway Museum   | [ 59 ]      |
|      | IR No. 62                                | 1’D1’              | North British Locomotive Co. | 22766       | 1921    |          |                                  | Moghalpura Works              | [ 60 ]      |
|      | IR No. 63                                | 1’D1’              | North British Locomotive Co. | 22767       | 1921    |          |                                  | Moghalpura Works              | [ 61 ]      |
|      | IR No. 57                                | 1’D1’              | North British Locomotive Co. | 18330       | 1908    |          |                                  | Railway HQ, Lahore            | [ 62 ]      |
|      | NWIR (BNR) No. 54 (0075)                 | 1’D1’              | Nasmyth Wilson & Co.         | 1021        | 1913    |          |                                  | Lahore Railway Yard Golf Club | [ 63 ]      |
|      | IR No. 201                               | 1’C1’              | W.G.Bagnall                  | 2331        | 1928    |          |                                  | Moghalpura Works              | [ 64 ]      |
|      | IR No. 205                               | 1’C1’              | Hanomag (Hannover-Linden)    | 10761       | 1932    |          |                                  | Lahore Junction Station       | [ 65 ]      |
|      | Pakistan Railways (NWR) No. 234          | 1’D1’              | Hanomag (Hannover-Linden)    | 10739       | 1930    |          |                                  | DS/W Office Mughalpura LHR    | [ 66 ]      |
|      | IR No. 66                                | 1’D1’              | North British Locomotive Co. | 22770       | 1921    |          |                                  | Mari Indus Depot              | [ 67 ]      |
|      | IR No. 70                                | 1’D1’              | North British Locomotive Co. | 18905       | 1909    |          |                                  | Mari Indus Depot              | [ 68 ]      |
|      | IR No. 46                                | 1’D1’              | North British Locomotive Co. | 19644       | 1911    |          |                                  | Multan Railway Station        | [ 69 ]      |
|      | PR No. 202                               | 1’C1’              | W.G.Bagnall                  | 2340        | 1928    |          |                                  | Peshawar Railway Station      | [ 70 ]      |
|      | IR (Bengal Nagpur Railway) No. 74 (0072) | 1’D1’              | Nasmyth Wilson & Co.         | 1018        | 1913    |          |                                  | Quetta Railway Station        | [ 71 ]      |

## Schmalspurlokomotiven 610 mm
| Foto | Nummer oder          | Bauart / Achsfolge | Hersteller | Fabrik-nr. | Baujahr | Historie | Eigentümer / Betreiber / Strecke | Standort                    | Bemerkungen |
| ---- | -------------------- | ------------------ | ---------- | ---------- | ------- | -------- | -------------------------------- | --------------------------- | ----------- |
|      | Changa Manga No. 907 | B                  | ?          |            |         |          |                                  | Changa Manga Forest Railway | [ 72 ]      |

## Schmalspurlokomotiven 600 mm
| Foto | Nummer oder Name   | Bauart / Achsfolge | Hersteller           | Fabrik- nr. | Baujahr | Historie | Eigentümer / Betreiber / Strecke | Standort                    | Bemerkungen |
| ---- | ------------------ | ------------------ | -------------------- | ----------- | ------- | -------- | -------------------------------- | --------------------------- | ----------- |
|      | Changa Manga No. ? | C                  | Fowler               | 17208       | 1926    |          |                                  | Changa Manga Forest Railway | [ 73 ]      |
|      | Changa Manga No. ? | C                  | Fowler               | 21496       | 1936    |          |                                  | Changa Manga Forest Railway | [ 74 ]      |
|      | Changa Manga No. ? | B                  | Hunslet Engine Co.   | 1077        | 1911    |          |                                  | Changa Manga Forest Railway | [ 75 ]      |
|      | Changa Manga No. ? | B                  | Andrew Barclay & Son | 1763        | 1923    |          |                                  | Changa Manga Forest Railway | [ 76 ]      |